# 8-я самоходно-артиллерийская бригада
8-я легкая самоходно-артиллерийская Ченстоховская Краснознаменная бригада — воинское соединение БТиМВ РККА Вооружённых сил СССР в Великой Отечественной войне.

## История
Ведёт свою историю от 15-й танковой бригады, которая была сформирована в городе Владимир с 5 сентября 1941 года по 15 сентября 1941 года и с 16 сентября 1941 года вступила в строй, как боевая единица Красной Армии. Командиром бригады был назначен полковник Колосов, комиссар бригады — полковой комиссар Емельянов.
15-я танковая бригада была сформирована на основании директивы заместителя НКО № 725373сс от 14 сентября 1941 года на базе 34-й танковой дивизии по штатам отдельной танковой бригады № 010/75 — 010/83 от 23 августа 1941 года и № 010/87 от 13 сентября 1941 года. На момент формирования должна была иметь 61 танк, в том числе: 7 КВ, 22 Т-34 или Т-50, 32 малых танков Т-40 или Т-60. Кроме того в бригаде должно было быть 15 БА-20, 8 СТЗ-5, 30 мотоциклов, 45 ЗИС-5, 72 ГАЗ-АА, 10 летучек «А», 13 легковых автомобилей, 10 санитарных автомобилей. Помимо бронетехники бригада должна была располагать 3 крупнокалиберными пулемётами, 8 37-мм зенитными пушками, 12 82-мм и 50-мм минометами, 1074 винтовками, 539 пистолетами, 43 ручными пулемётами.
Постановлением ГКО №-671сс от 13 сентября 1941 года ГАБТУ было предписано закончить формирование бригады к 17 сентября 1941 года. Около 80 % личного состава танкового полка — участники боев, в мотострелковом батальоне — 100 чел. участников боев. В сентябре 1941 года отбр получила 4 артустановки ЗиС-30 на вооружение противотанковой батареи противотанкового дивизиона.
8-я самоходно-артиллерийская бригада сформирована на основании Директивы ГШКА № орг/3/305252 от 5 февраля 1944 года на базе 15-й танковой бригады. Бригада формировалась в Тамбовском ТВЛ (лагерь Тригуляй) с 5 по 16 января 1944 года.
10 августа 1945 года переформирована в 8-й тяжелый танко-самоходный полк (в/ч № 41667).

## Боевой и численный состав бригады
Состав бригады был определён по штату № 010/508 от февраля 1944 года:
- Управление бригады [штат № 010/508]
- Рота управления
- 1-й самоходно-артиллерийский дивизион (21 - СУ-76: 4 батареи, по 5 СУ-76, 1 СУ-76 - командира дивизиона)
- 2-й самоходно-артиллерийский дивизион (21 - СУ-76: 4 батареи, по 5 СУ-76, 1 СУ-76 - командира дивизиона)
- 3-й самоходно-артиллерийский дивизион (21 - СУ-76: 4 батареи, по 5 СУ-76, 1 СУ-76 - командира дивизиона)
- Моторизованный батальон автоматчиков
- Зенитно-пулемётная рота
- Рота технического обеспечения
- Медико-санитарный взвод

## В составе Действующей Армии
- с 29.01.1944 по 15.09.1944
- с 03.12.1944 по 11.05.1945

## Награды и почётные наименования
Бригада имела следующие награды и почетные наименования
| Награда (наименование) | Дата                 | За что получена |
| ---------------------- | -------------------- | --- |
| Честоховская           | 19 февраля 1944 года | За отличие в боях при овладении г. Ченстохов была удостоена почётного наименования Честоховская |
| Орден Красного Знамени | 19 февраля 1944 года | За образцовое выполнение заданий командования в боях с немецкими захватчиками при выходе на реку Одер и овладение городами Милич, Бернштадт, Намслау, Карлсмаркт, Тост, Бишофсталь и проявленные при этом доблесть и мужество |

## Герои Советского Союза
- Косарев, Александр Иванович, лейтенант, командир самоходной установки СУ-76 1-го дивизиона.
- Криворотов, Владимир Фёдорович, младший лейтенант, командир самоходной установки СУ-76 1-го дивизиона.
- Макеев, Виктор Ефимович, лейтенант, командир самоходной установки СУ-76 1-го дивизиона.